# Heteralepadidae
Famille
Les Heteralepadidae sont une famille d'arthropodes cirripèdes de l'ordre des Scalpellomorpha.

## Systématique
La famille des Heteralepadidae a été créée en 1921 par le zoologiste suédois Carl August Nilsson-Cantell (d) (1893-1987) avec comme espèce type Heteralepas rex Pilsbry, 1907.

## Liste des genres
Selon World Register of Marine Species (17 juillet 2022) :
- genre Alepas Rang, 1829
- genre Heteralepas Pilsbry, 1907
- genre Koleolepas Stebbing, 1900
- genre Paralepas Pilsbry, 1907

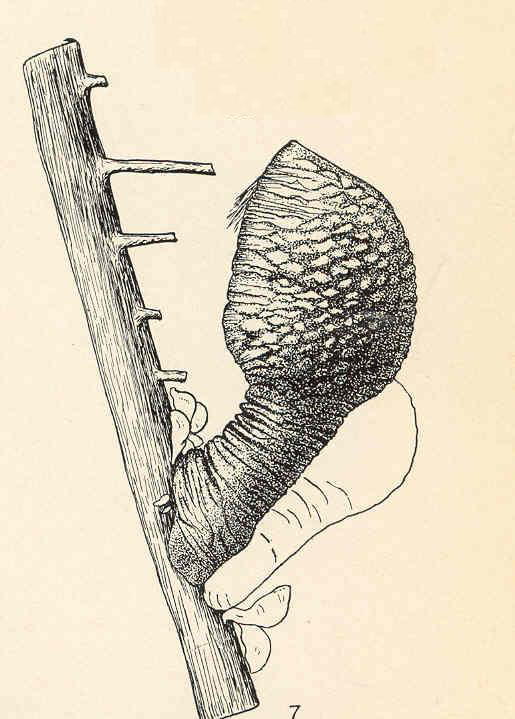
Alepas rex.
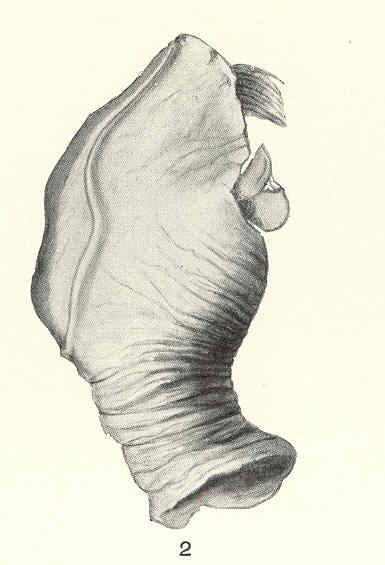
Heteralepas vetula.
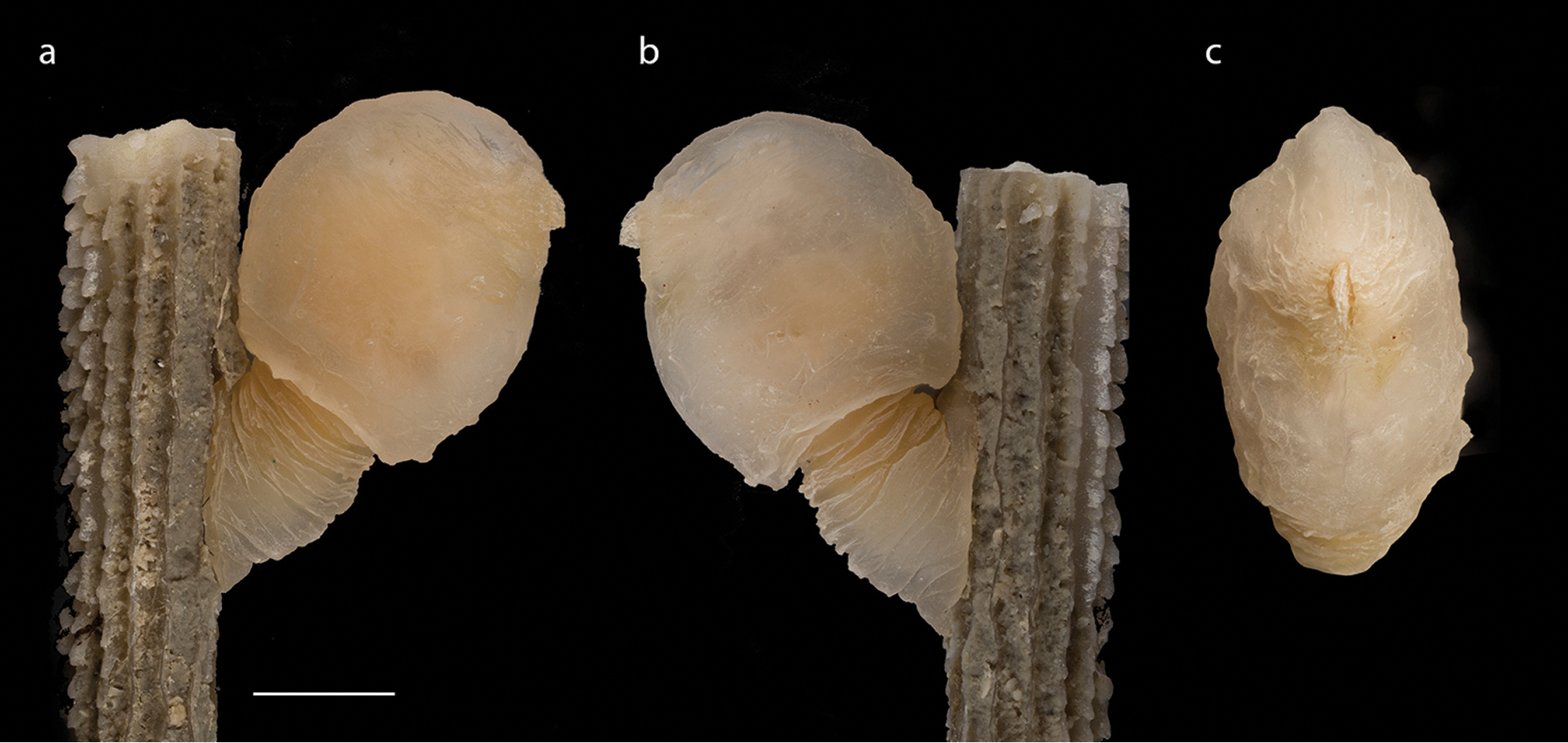
Paralepas minuta.

## Publication originale
- Carl-Aug. Nilsson-Cantell, Cirripeden-Studien; zur Kenntnis der Biologie, Anatomie und Systematik dieser Gruppe (publication), Inconnu, Uppsala, 1921, [lire en ligne].